# Comuni mercato della provincia di Bolzano
I comuni mercato della provincia di Bolzano sono i comuni dell'Alto Adige insigniti del titolo onorifico di Borgata (in tedesco Marktgemeinde).
Il titolo è oggi rilasciato con decreto del Presidente della Regione verificate determinate condizioni di importanza storica, socio-economica e territoriale del comune. Può essere concesso ai comuni con popolazione non inferiore a 2.000 abitanti.
| Comune mercato                | Nome tedesco/ladino       | Dal            |
| ----------------------------- | ------------------------- | -------------- |
| Brennero                      | Brenner                   | 1986           |
| Caldaro sulla Strada del Vino | Kaltern an der Weinstraße | 1657           |
| Campo Tures                   | Sand in Taufers           | 1984           |
| Castelrotto                   | Kastelruth/Ciastel        | 1984           |
| Colle Isarco                  | Gossensaß                 | 1908           |
| Egna                          | Neumarkt                  |                |
| Gries                         | Gries                     | 1901           |
| Laces                         | Latsch                    |                |
| Lana                          | Lana                      | 1984           |
| Maia Bassa                    | Untermais                 | 1905           |
| Malles Venosta                | Mals                      |                |
| Monguelfo-Tesido              | Welsberg-Taisten          | 1996           |
| Naturno                       | Naturns                   | 1984           |
| Ora                           | Auer                      | 1984           |
| Ortisei                       | St. Ulrich in Gröden      | 1908           |
| Prato allo Stelvio            | Prad am Stilfserjoch      | 1984           |
| Rio di Pusteria               | Mühlbach                  |                |
| San Candido                   | Innichen                  | 15 luglio 1303 |
| San Leonardo in Passiria      | St. Leonhard in Passeier  | 1984           |
| San Lorenzo di Sebato         | Sankt Lorenzen            |                |
| Silandro                      | Schlanders                | 1906           |
| Termeno sulla Strada del Vino | Tramin an der Weinstraße  |                |